# Грушецкий, Василий Владимирович
Васи́лий Влади́мирович Груше́цкий (1743, с. Александрово, Подольский район, Московская область — 4 апреля 1813) — генерал-поручик, действительный тайный советник, сенатор, кавалер орденов, участник присоединения Крыма к России в русско-турецкой войне. Из дворянского рода Грушецких.

## Биография
На службе с 1753 года. В 1755 году уже был сержантом  лейб-гвардии Семёновского полка.
Участник присоединения Крыма к России в ходе Русско-турецкой войны 1768—1774 годов. Служил под началом В. М. Долгорукова-Крымского. Именно полковник В. В. Грушецкий 28 июня 1771 года привёз Екатерине II реляцию от главнокомандующего 2-й армии В. М. Долгорукова о взятии Перекопа. Передача реляции состоялась во время придворной церемонии в честь годовщины (?) восшествия на престол императрицы Екатерины II. Грушецкий был приглашен на ужин императрицы с небольшим кругом придворных. На следующий день состоялись литургия и молебен в честь победы русской армии, был дан торжественный обед, на котором вновь присутствовал Грушецкий.
Позднее, так же во время этой войны, но уже в ходе кампании 1774 года, генерал-аншеф В. М. Долгоруков-Крымский, в своём докладе Екатерине II, от 28 июля 1774 года, лично особо отметил генерала Грушецкого, в итогах сражений под Шумою (д. Шума (Верхняя Кутузовка), недалеко от Алушты):

…Господин же генерал-майор Грушицкий,
приближаясь с баталионом гренадер, и произведением жестокой канонады делая великий вред неприятию, способствовал войскам, ретраншемент атакующим, скорее оного достигнуть…
— Доклад главнокомандующего Крымской армией генерал-аншефа В. М. Долгорукова Екатерине II от 28 июля 1774 года
Таким образом, Грушецкий был близок ко двору императрицы Екатерины II.
Генерал-поручик с 5 мая 1779 года, состоял кандидатом на должность губернатора. Пожалован в действительные тайные советники и назначен сенатором 11 декабря 1796 года, с назначением в шестой департамент Сената. Одновременно служил Главным директором Государственного заёмного банка. 5 апреля 1797 пожалован кавалером ордена Святой Анны 1 степени. Уволен от службы 4 сентября 1800 года, с назначением пожизненной пенсии в размере получаемого жалования.
Похоронен на кладбище Донского монастыря в Москве, уч. № 2. Рядом с ним похоронены: жена — княжна Евдокия Васильевна Грушецкая (урождённая Долгорукова); и дети — Грушецкие Василий и дочь Анастасия (в замужестве Ланская).
До Второй мировой войны в собрании Тверской областной картинной галереи находились парные миниатюрные портреты Грущецкого и его супруги. В ходе войны оба портрета были утрачены.

## Послужной список
- 1753 — начало службы[1], зачислен в лейб-гвардии Семёновский полк;
- 20.09.1755 — сержант лейб-гвардии Семёновского полка;
- 1762 — прапорщик лейб-гвардии Семёновского полка[16];
- 1765 — адъютант лейб-гвардии Семёновского полка[17];
- 22.09.1769 — капитан-поручик лейб-гвардии Семёновского полка[18];
- 01.01.1771 — полковник армии[19];
- 1771 — участие в военных действиях вместе с кн. В. М. Долгоруким в битве кампании 1771 и победе 14 июня над турецкими войсками при взятии Перекопа;
- 1771 — участие полковника Грушецкого в придворной церемонии в честь победы; передача им реляции Екатерине II от главнокомандщего 2-й армии В. М. Долгорукова о взятии Перекопа[5];
- 05.07.1771 — бригадир[20];
- 25.09.1771 — генерал-майор[21];
- 5.05.1779 — генерал-поручик[1];
- 11.12.1796 — действительный тайный советник, сенатор[22].

## Семья
- Родители:

Отец — Владимир Михайлович Грушецкий (1710—1754) — генерал-кригскомиссар.
Мать — Анна Александровна Милославская (из боярского и дворянского рода Милославских).
Жена (с 1766 года) — княжна Евдокия Васильевна Долгорукова (29.02.1744—10.02.1811), дочь князя Долгорукова-Крымского, генерал-аншефа, который прославился в знаменитых победах при взятии Перекопа и Кефы 14 и 29 июня 1771 года, в русско-турецкой войне. Дети:
- Василий (1767—1804) — генерал-лейтенант, шеф Нижегородского 17-го драгунского полка, названного 31 октября 1798 года драгунским генерал-майора Грушецкого полком. Жена — княжна Наталья Васильевна Голицына (12.04.1772 — 1832);
- Владимир — умер в малолетстве;
- Анна (р. 1772) — замужем за Николаем Александровичем Чириковым;
- Анастасия (р. 1773) — замужем за Яковом Дмитриевичем Ланским;
- Прасковья (28.03.1780 — 1852) — замужем за Иваном Матвеевичем Муравьёвым-Апостолом.

## Имения. Дома

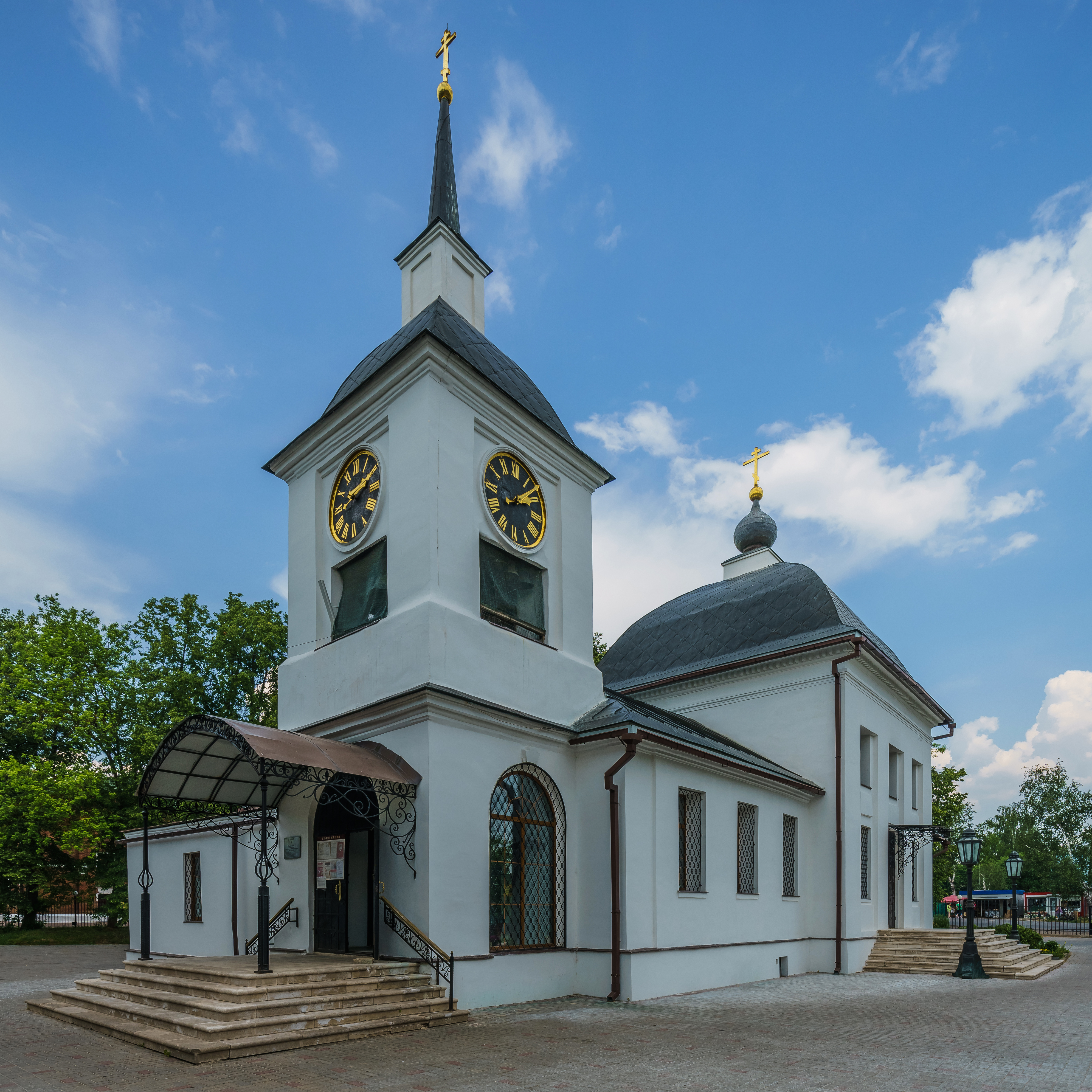
Церковь Успения Богородицы, построенная В. В. Грушецким

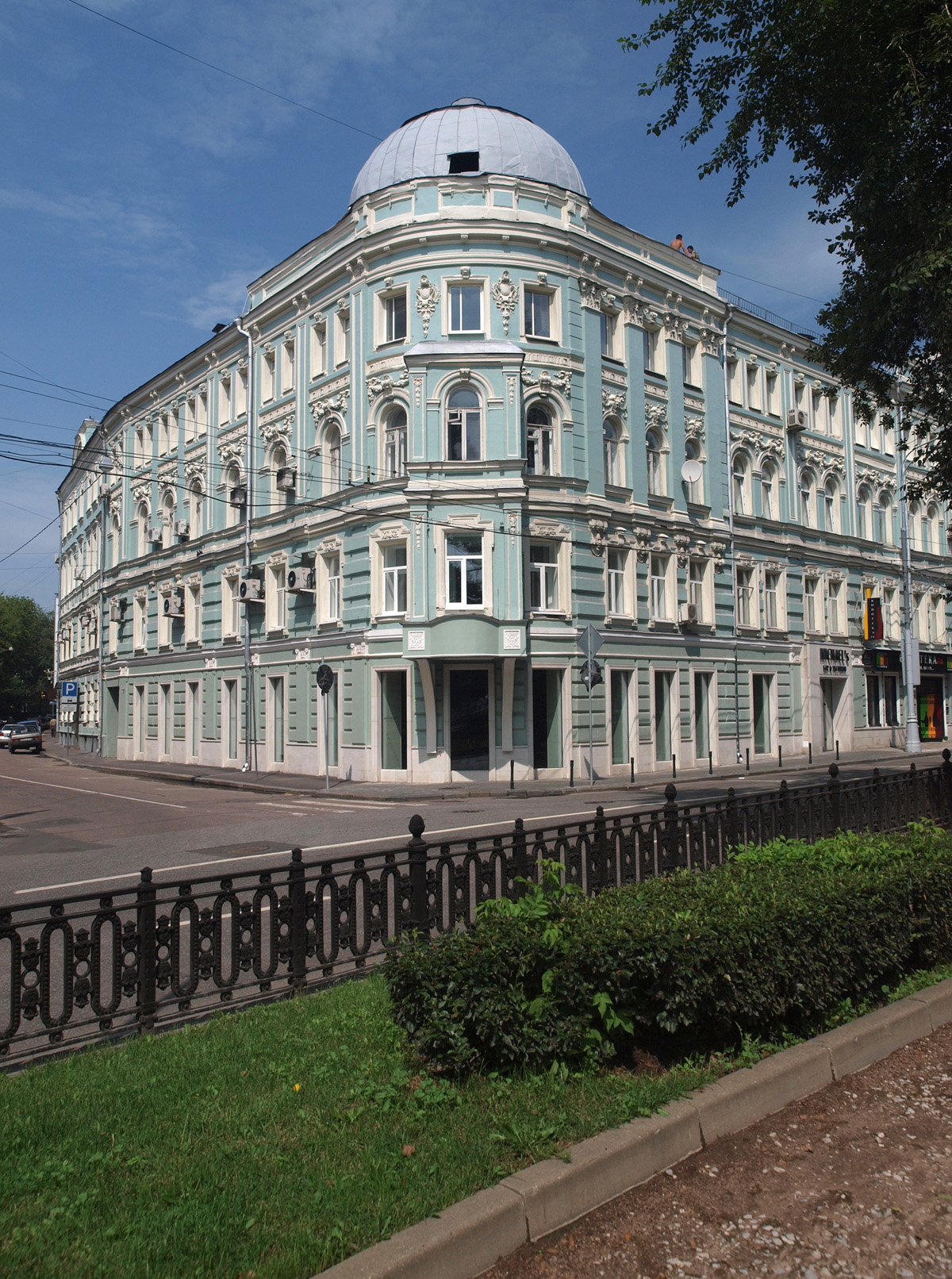
Дом на углу Малой Бронной и Тверского бульвара 2/7 (Романовка), принадлежавший полковнику В. В. Грушецкому

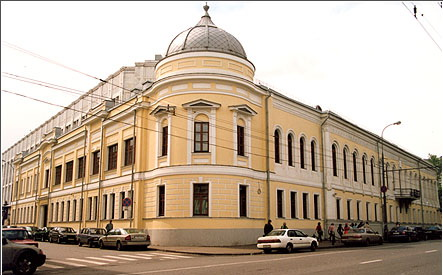
Дом генерала В. В. Грушецкого на ул. Воздвиженка, 9 в Москве (он же «дом Болконских»)

Василию Владимировичу Грушецкому, в наследство от отца, Владимира Михайловича Грушецкого, досталось досталась усадьба Александрово, с одноимённым селом, относящемся к усадьбе (ныне посёлок Щапово, Подольский район, Московская область). При Василии Владимировиче Грушецком усадьба достигла наибольшего расцвета. Всё в ней было перепланировано. Появился липовый парк с тремя прудами каскадом и ручьём в овраге с белокаменным ложем. Новый усадебный дом был построен в стороне от церкви за нынче обмелевшей речкой, через которую был сделан каменный мостик. Одна сторона дома выходила в регулярный липовый парк, а другая была обращена к большому овальному пруду с искусственным островком. Перед домом был цветник. За парком находились оранжереи с редкими цветами и южными плодовыми деревьями. В 1779 году на месте деревянной церкви, Грушецкий строит каменную церковь Успения Богородицы. Это здание, состоящее из двухсветного апсидального храма и двухъярусной колокольни с курантами, соединённых пониженной трапезной в три окна. Завершает здание купол, с квадратным трибуном и фигурной главой. Усадьба в своей центральной части сохранила планировку второй половины XVIII века, созданную владельцем Василием Владимировичем Грушецким. Здесь прокатилась война 1812 года, в Александрове был штаб корпуса графа А. И. Остермана-Толстого. По преданию, в селе был и сам Наполеон, и сейчас стоит ветхий большой сруб, где он якобы останавливался. Затем имение, перешло к младшей дочери, Прасковье Васильевне, вышедшей за недавно овдовевшего Ивана Матвеевича Муравьёва-Апостола — отца четырёх дочерей и трёх сыновей — будущих декабристов Матвея, Сергея и Ипполита. Вся семья только летом бывала в Александрове, живя остальное время в Москве, и в апреле 1815 года, Прасковья Васильевна, продала доставшееся ей в 1813 году от отца село Александрово, бригадиру Ивану Степановичу Арсеньеву. Среди свидетелей этой купчей подписался и московский сосед Муравьёвых-Апостолов — Василий Львович Пушкин — дядя поэта. Последним владельцем усадьбы был сын богатого московского фабриканта, Илья Васильевич Щапов (1846—1896), купивший её в 1889 году. Нынче на месте усадьбы — «Музей истории усадьбы Щапово».
С 1766 года, как помещик Рязанского уезда, будучи в чине сержанта лейб-гвардии Семёновского полка, владел селом Казарь (Рязанский район Рязанской области), 95 душ.
Грушецкий владел также душами в Пителино, Темиреве, Саверке, Хохловке и Желудёвке. Сельцо Пителино принадлежало Л. А. Милославскому, а после его смерти — его вдове Милославской. В 1760 году  она продала село Пителино лейб-гвардии Семёновского полка сержанту В. В. Грушецкому. Жителей в нём было уже 565 душ. В экономических примечаниях к материалам генерального межевания по Елатомскому уезду (сегодня Пителинский район Рязанской области) Тамбовского наместничества записано, что в 1779 г. в с. Пителине В. В. Грушецкого, расположенном по обе стороны р. Писмарки, имеется 64 двора, 615 человек жителей обоего пола, дом господский деревянный. Земля чернозёмная, хлеб и покосы средственные, лес дровяной. Крестьяне были на оброке. После отмены крепостного права в 1861 г. пителинские крестьяне стали временно-обязанными и за право пользования землёй исполняли по закону барщину или оброк в пользу помещика.
Также от отца, Владимира Михайловича, ему досталось имение в Тамбовской губернии — село Пеньки (Пителинский район) Елатомского уезда. По третьей ревизии 1761—1767 годов в Пеньках проживало 368 крестьян мужского пола, принадлежавших княжне А. С. Голицыной. Во время генерального межевания 1783 года Пеньки с 496 крестьянами мужского пола и 1432 десятинами земли были владениями генерал-поручика Василия Владимировича Грушецкого. Он выиграл в удачной карточной игре у некоего литовского боярина немалое количество крепостных, которых не преминул переселить в своё имение — Поганые Пеньки. Само село постепенно «перекочевало» на восточный берег оврага Глиняная яма. Называться оно стало наряду с Погаными также и Грушевскими Пеньками, по имени помещика, владевшего ими. Перед самой отменой крепостного права владения Грушецких перешли к помещику Балашову. В 1862 году в Пеньках насчитывалось 156 домов с населением 1495 человек, построена деревянная церковь на средства прихожан. Ему же в этом имении принадлежал писатель Николай Павлов, родившийся здесь ещё при отце Василия Владимировича в 1804 г., от его наложницы (грузинка по происхождению, была вывезена из персидского похода 1797 г. графом Валерианом Александровичем Зубовым и впоследствии, при опале последних фаворитов Екатерины II при Павле I, попала к помещику Владимиру Михайловичу Грушецкому, наложницей которого вскоре стала). Василий Владимирович Грушецкий освободил Павлова, и его сестру, от крепостной зависимости, о чём свидетельствуют условия отпускной, хранящейся в архивном деле:

«Лета 1811 июня в 3-й день действительный тайный советник и кавалер Василий Владимирович Грушецкий отпустил на вечно на волю крепостных своих малолетних дворовых людей Николая Павлова и сестру его, Клеопатру, рождённых после пятой ревизии, от дворового моего человека Филиппа Павлова, остающегося за мною, равно и тех, которые после сего от него, Павлова, рождаться будут обоего пола детей, а оный Павлов достался мне по наследству после покойного родителя моего… Владимира Михайловича Грушецкого»

В Москве Василию Владимировичу принадлежал дом на углу Малой Бронной и Тверского бульвара под номер 2/7 (Романовка). В середине XVIII века земля на этом участке — за стеной Белого города, в Бронной слободе, — досталась ему, когда он был ещё в звании полковника. От Грушецкого он перешёл в 1771 году к Голицыным, один из которых построил в 1770-х годах большой дом с двумя боковыми, выходившими к стене Белого города флигелями. Автором проекта был Матвей Казаков.
После продажи дома на Малой Бронной, Василий Владимирович, в 1774 году, уже будучи в звании генерал-поручика, приобрёл дом в Москве, на ул. Воздвиженка, 9 . Дом относится к городской усадьбе конца XVIII века, перестроенной после пожара 1812 года и представлявшей в первой половине XIX века великолепный образец ампирного ансамбля с симметрично расположенными воротами и флигелями (конец XVIII века; 1832, 1853, 1897 годы, архитектор К. В. Терской). После Василия Владимировича, дом отошёл к его дочери, Прасковье Васильевне Муравьёвой-Апостол (урождённой Грушецкой), сыновья которой участвовали в движении декабристов. Она продала дом в 1816 году князю Николаю Сергеевичу Волконскому, владевшему им в продолжении пяти лет, отчего дом также известен в Москве, как главный дом усадьбы князей Волконских, или как «дом Болконских» из «Войны и мир».

## Комментарии
1. ↑  Описание портрета: «Изображение выше пояса в повороте ѕ влево мужчины с карими глазами. На нём синий кафтан, белое кружевное жабо, через левое плечо красная лента с жёлтой каймой (Кайма мало заметна. Аннинская (?)). Пудренные волосы, коса с чёрным бантом. Фон серый»